# Harkortstraße (Leipzig)
Die Harkortstraße ist eine vierspurige Hauptverkehrsstraße im Leipziger Ortsteil Zentrum-Süd. Sie bildet den nördlichen Teil der Westgrenze der Inneren Südvorstadt. In ihrer Fortsetzung über Floßplatz, Dufour- und Wundtstraße ist sie eine wichtige Verbindung zu den südlichen Stadtteilen und zur Bundesstraße 2. Benannt ist die Straße nach dem Unternehmer und Eisenbahnpionier Gustav Harkort (1795–1865).

## Verlauf
Die Harkortstraße beginnt an der Abzweigung der Karl-Tauchnitz-Straße vom Martin-Luther-Ring an der Karl-Tauchnitz-Brücke. Von da führt sie nach Süden, die ersten 280 Meter entlang des Pleißemühlgrabens, der bis zur Beethovenbrücke westlich von ihr verläuft und dort von Südwesten kommt. In diesem Teilstück mündet von Osten die Dimitroffstraße ein. An der Beethovenbrücke kommen von Osten die Straße des 17. Juni und von Westen die Beethovenstraße sowie kurz nach dieser die Lampestraße. Nach weiteren 120 Metern kreuzt die Harkortstraße die Riemannstraße und endet damit an der Nordwestecke des Floßplatzes, unter dessen Namen die Straße weiterführt.

## Geschichte

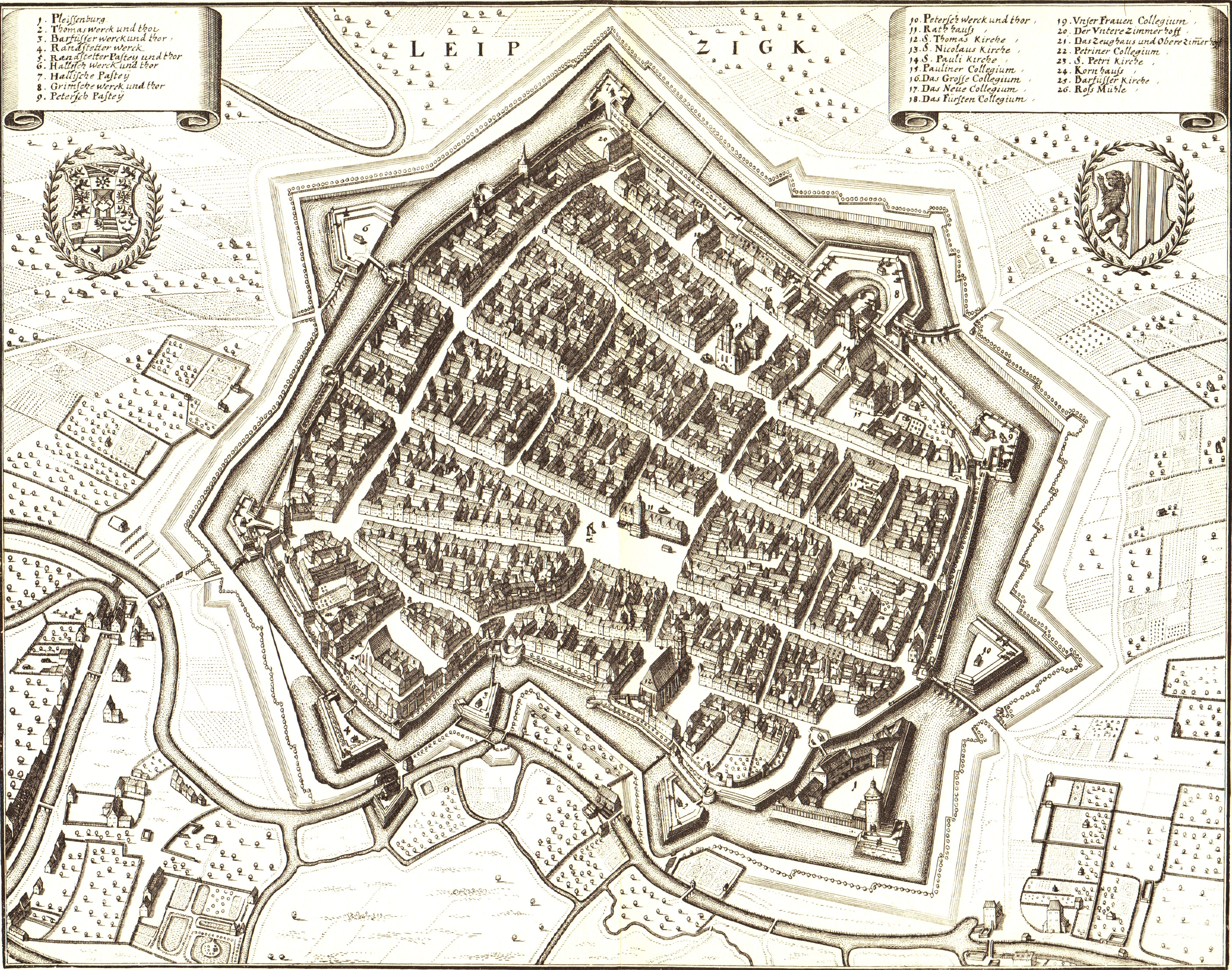
Merian-Plan von Leipzig, um 1650

Bereits auf dem Merian-Plan von Leipzig aus dem 17. Jahrhundert ist zwischen den Wasserkünsten (rechts unten) ein Zugang zum Pleißemühlgraben dargestellt. Auf einem Plan von 1796 reichte dieser aber nur bis zur Einmündung des Klitschergässchens (heute Dimitroffstraße) und ermöglichte den Zugang zu Triers und zu Wincklers Garten.
Weiter südlich befand sich mit Zugang von der Kleinen Burggasse (Straße des 17. Juni) der in der Mitte des 16. Jahrhunderts entstandene Fischhof vor dem Peterstor mit Garten und Fischbehältern. 1710 wurde im Fischhof der Gasthof Zur Kleinen Pleißenburg eröffnet.

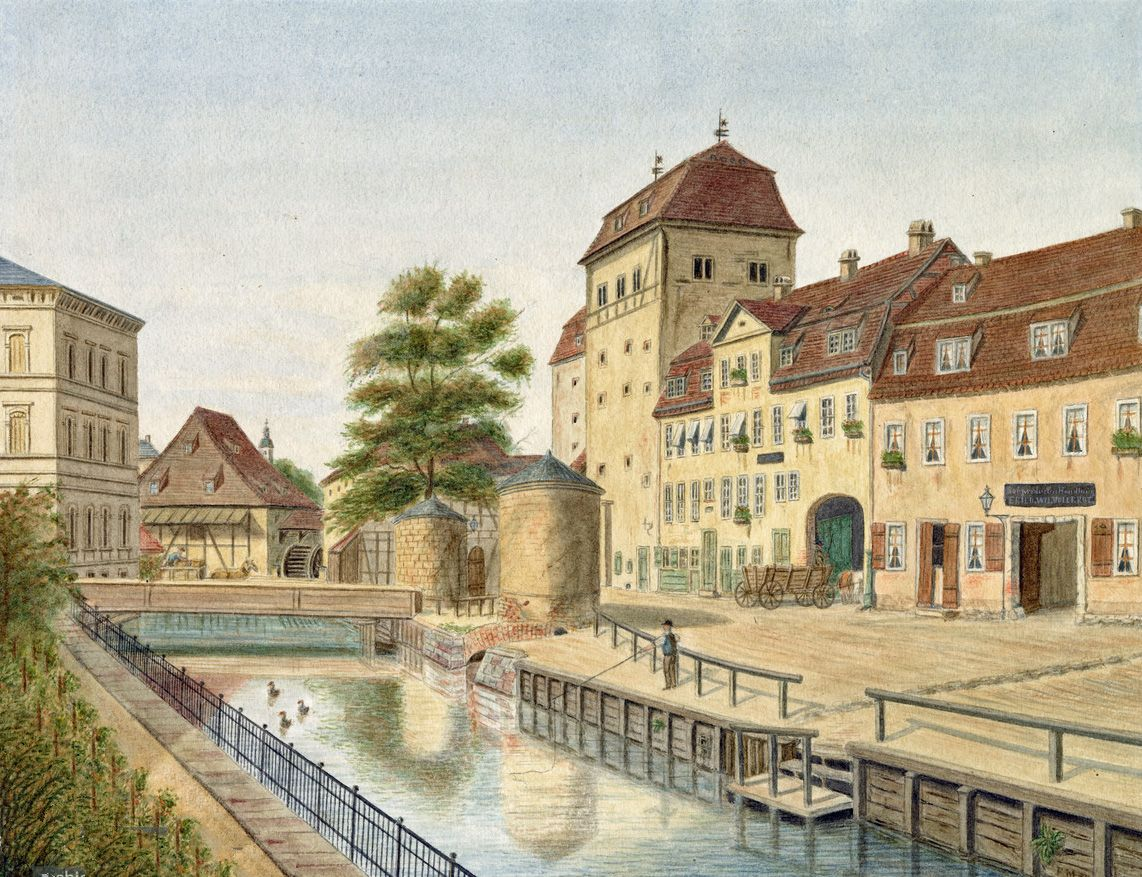
An der Wasserkunst, um 1870

Bis Mitte des 19. Jahrhunderts wurde der Weg entlang des Pleißemühlgrabens bis zur Kleinen Burggasse frei, größtenteils mit Wohnhäusern bebaut und mit „An der Wasserkunst“ bezeichnet.
1865 wurde die Holzflößerei nach Leipzig eingestellt, die Floßgräben wurden verfüllt, und 1873 der Floßplatz als Schmuckplatz angelegt. Nun konnte die Straße als Zubringer zur im Entstehen begriffenen Südvorstadt durchgängig ausgebaut werden. 1876 erhielt die Straße den Namen nach Gustav Harkort. In den Jahren 1874 bis 1895 wurden an ihr repräsentative Wohn- und Verwaltungsgebäude errichtet, die bis auf wenige Verluste im Zweiten Weltkrieg heute noch stehen, restauriert sind und Denkmalschutz genießen.

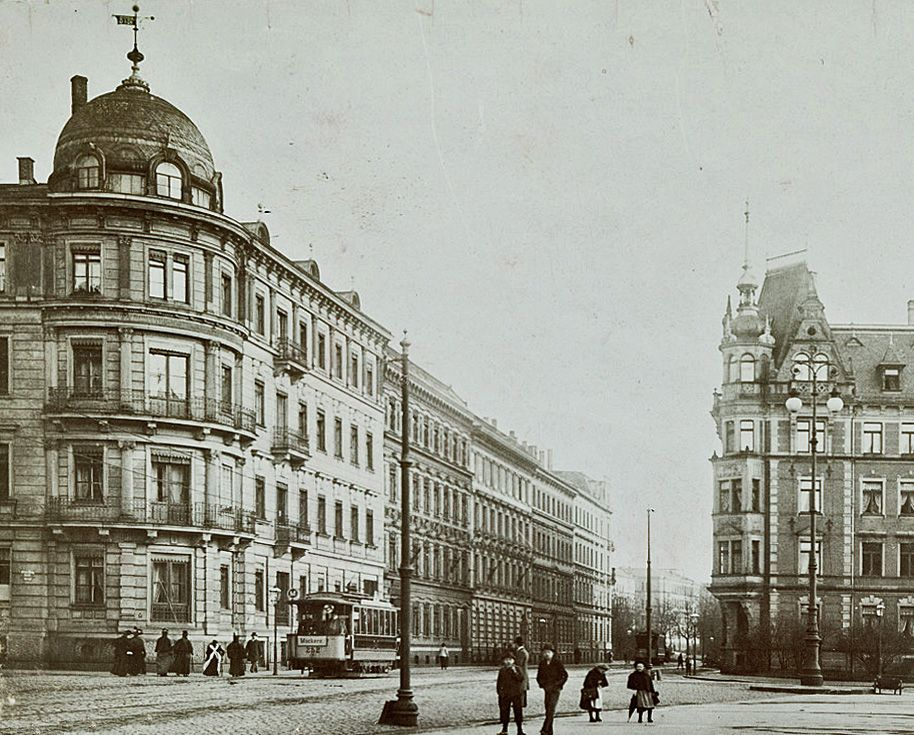
Straßenbahn in der Harkortstraße vor der Carola-Schule (um 1900)

Am 22. Juni 1884 wurde der Straßenbahnbetrieb in der Harkortstraße durch die Leipziger Pferde-Eisenbahn-Gesellschaft aufgenommen und am 3. März 1897 auf elektrischen Betrieb umgestellt, ab 1920 als Linie 24. Von Februar 1945 bis Oktober 1946 war der Straßenbahnbetrieb durch kriegsbedingte Zerstörungen unterbrochen. Am 9. Oktober 1999 wurde er ganz eingestellt; 2007 waren auch die Gleise beseitigt. Die die Bahn ersetzende Buslinie 89 fährt nicht durch die Harkortstraße.

## Bebauung
In der Harkortstraße liegen die ungeraden Hausnummern auf der östlichen Seite. Die Nummer 1 war der Standort der Roten Wasserkunst. Das anschließend dort errichtete Wohnhaus wurde im Zweiten Weltkrieg zerstört. Der Nachfolgebau hat die Adresse Martin-Luther-Ring 5. Auf dem Grundstück Nr. 3 ließ sich der Verband Deutscher Handlungsgehilfen 1894 sein Vereinshaus errichten, bis heute an der Inschrift über dem Erdgeschoss erkennbar. Es besitzt turmartige Eckrisalite mit Balkonen. Nach dem Umzug des Vereins 1917 in das Wünschmann-Haus dient es als Wohn- und Bürogebäude. Im Erdgeschoss befand sich bis 1992 ein Postamt. Die Häuser 5 und 7 sind 1883 errichtete fünfgeschossige Wohnhäuser mit Putzfassade und Sandsteingliederung sowie Eckbalkonen an der Nummer 7.

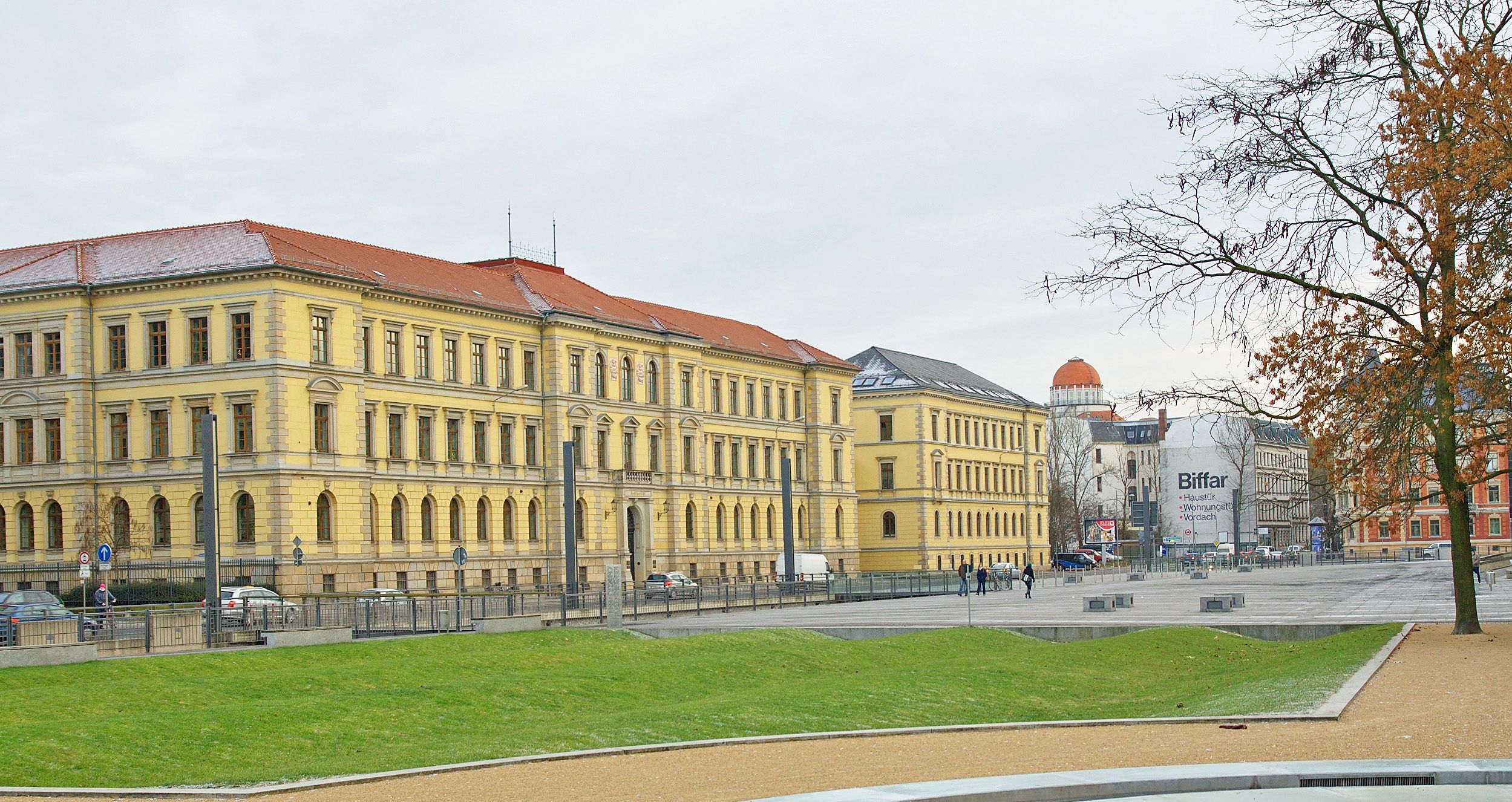
Landgericht und Staatsanwaltschaft (2009)

Zwischen 1876 und 1879 wurden zwischen heutiger Dimitroff- und Beethovenstraße das Landgericht Leipzig (Nr. 9) und die Staatsanwaltschaft Leipzig (Nr. 11) im gleichen Baustil vom Landbaumeister Emil Anton Buschick errichtet. Beide sind dreigeschossig mit einem Verbindungsgang. Das Landgericht ist eine Vierflügelanlage um zwei Innenhöfe.
Der Staatsanwaltschaft gegenüber jedoch zur heutigen Straße des 17. Juni gehörend stand als Eckhaus die Carola-Schule, eine Weibliche Gewerbeschule. Diese und die nächsten Wohnhäuser der Harkortstraße sind kriegszerstört und noch nicht wieder aufgebaut. Es folgen noch zwei Wohnhäuser (Nr. 19 und 21) im Historismusstil ohne Besonderheiten.
Die Nummerierung auf der westlichen Seite beginnt mit der Nummer 6. Nummer 2 war die Nonnenmühle, jenseits des Pleißemühlgrabens, die 1890 abgerissen wurde. Nummer 4 waren die ehemaligen drei Wohnhäuser im Eingangsbereich von Schwägrichens Garten. Der nunmehr unbebaute Platz bis zur Beethovenstraße wurde zur Fritz-von-Harck-Anlage und zum Platz vor dem von 1888 bis 1895 errichteten Reichsgerichtsgebäude, seit 1997 Simsonplatz. Von ihm führt eine Fußgängerbrücke, die  Harkort-Brücke, über den Pleißemühlgraben zur Harkortstraße.
Die Hausnummer 6 an der Einmündung der Lampestraße ist das repräsentativste Wohnhaus der Straße. Das 1885 bis 1886 errichtete Eckgebäude besitzt eine mehrfarbige Klinkerfassade mit Sandsteingliederungen sowie einen Eckerker mit Turmaufbau. Die Häuser Nr. 8 und 10 bis zum Ende der Straße sind vierstöckige Wohnhäuser im Stil des Historismus, wobei die Nr. 10 eine Sandsteinfassade und einen runden Eckerker mit Turmaufsatz besitzt.

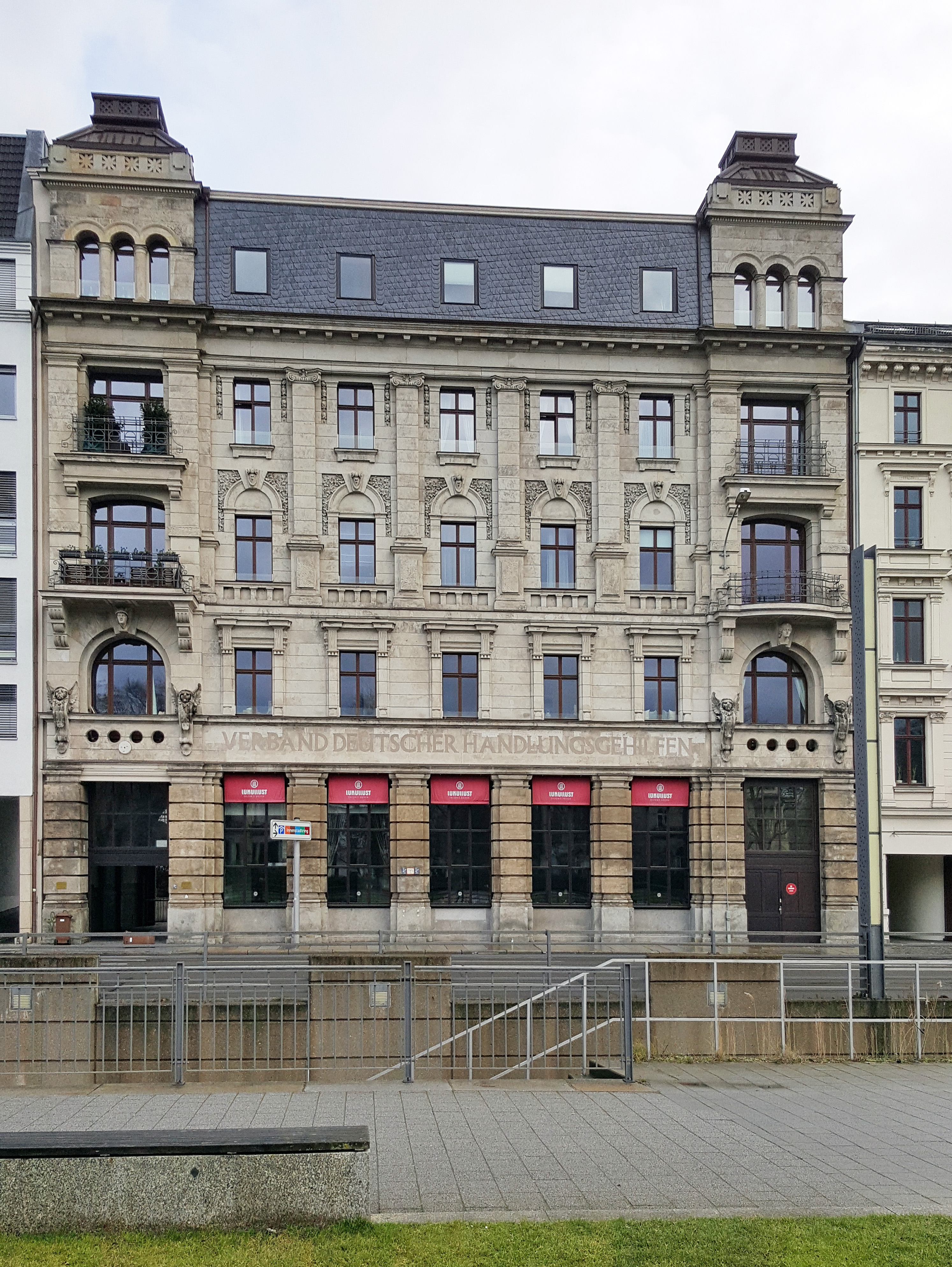
Nr. 3 (2018)
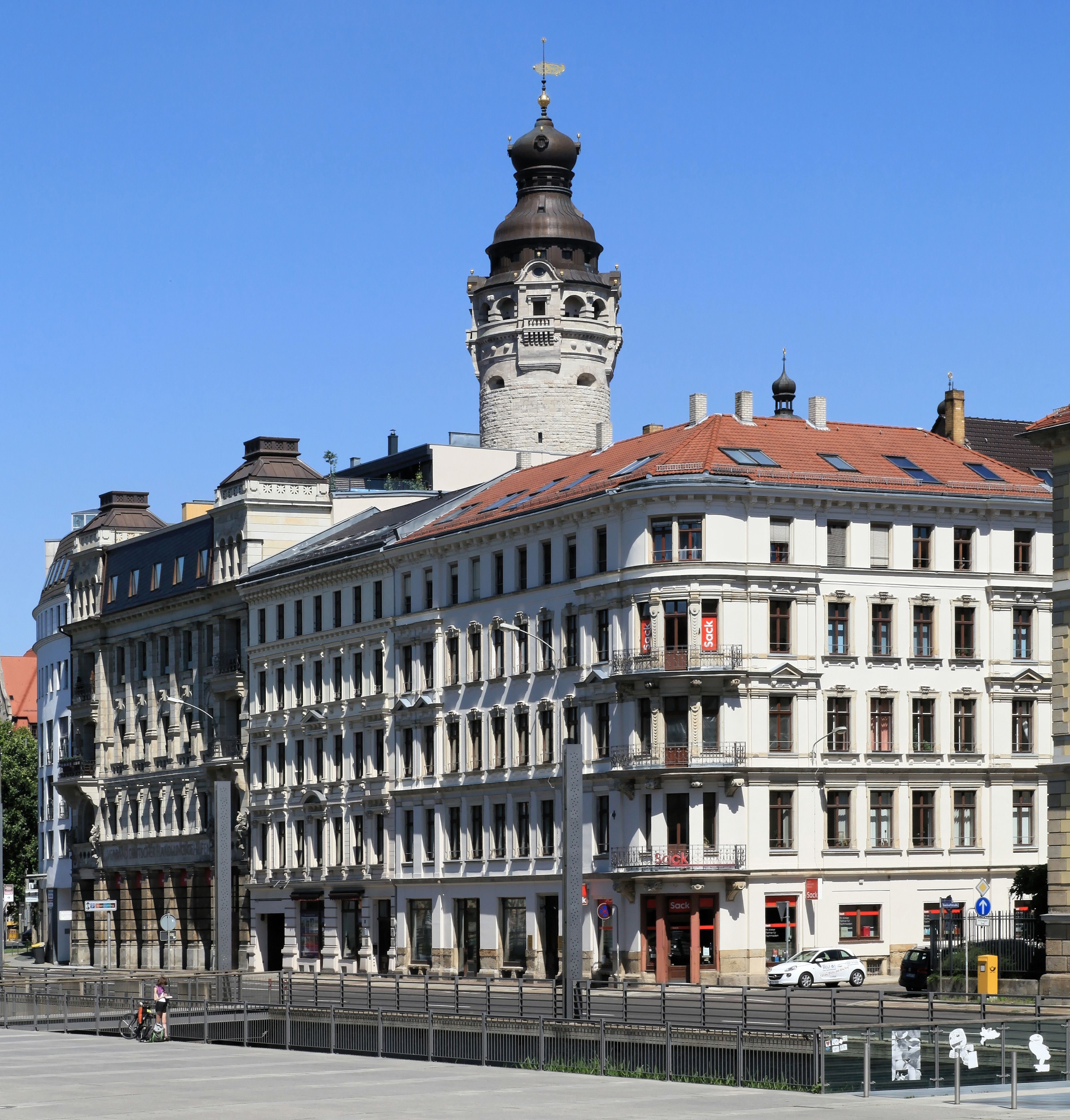
Nr. 3–7 (2016)
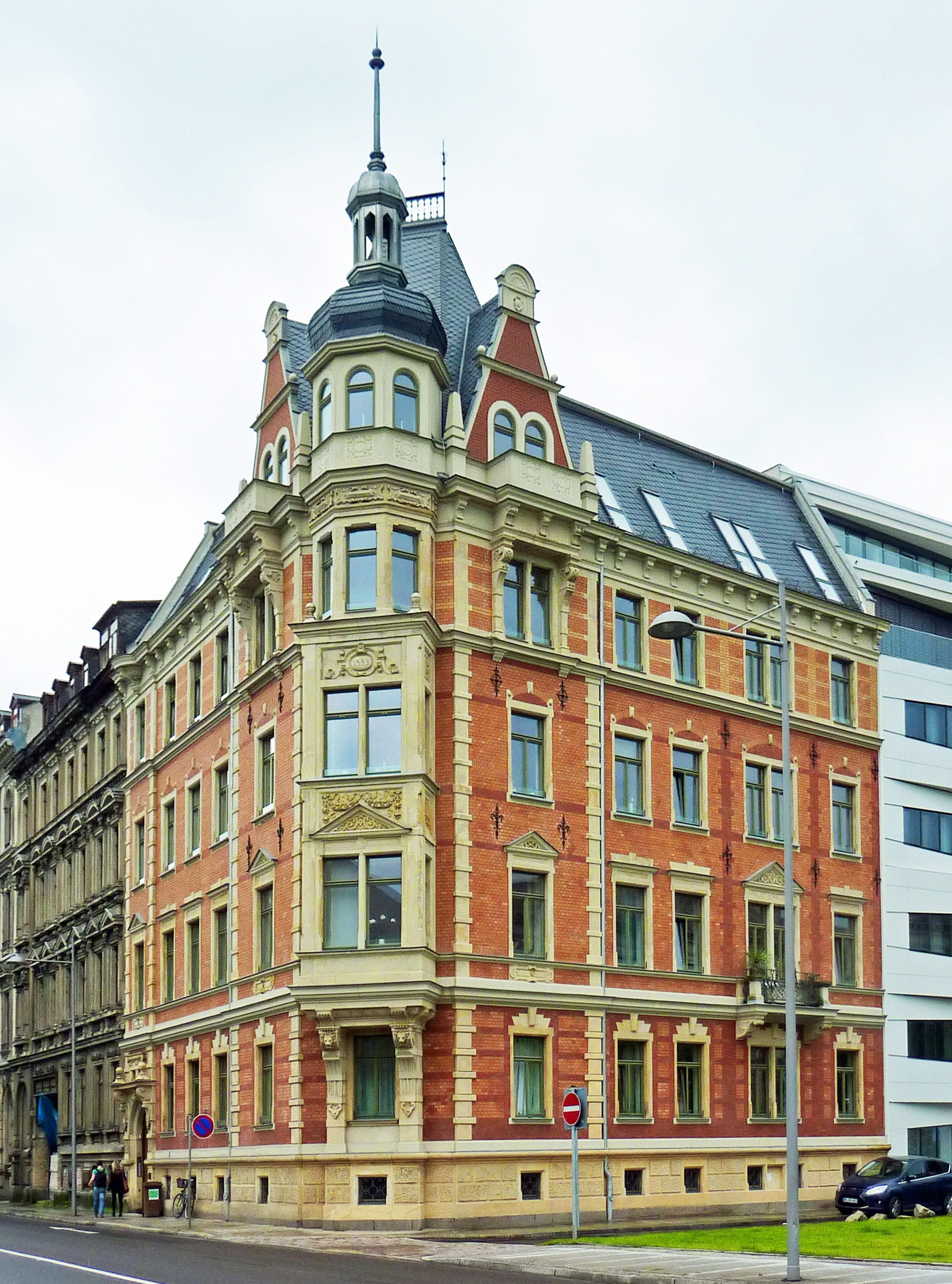
Nr. 6 (2013)
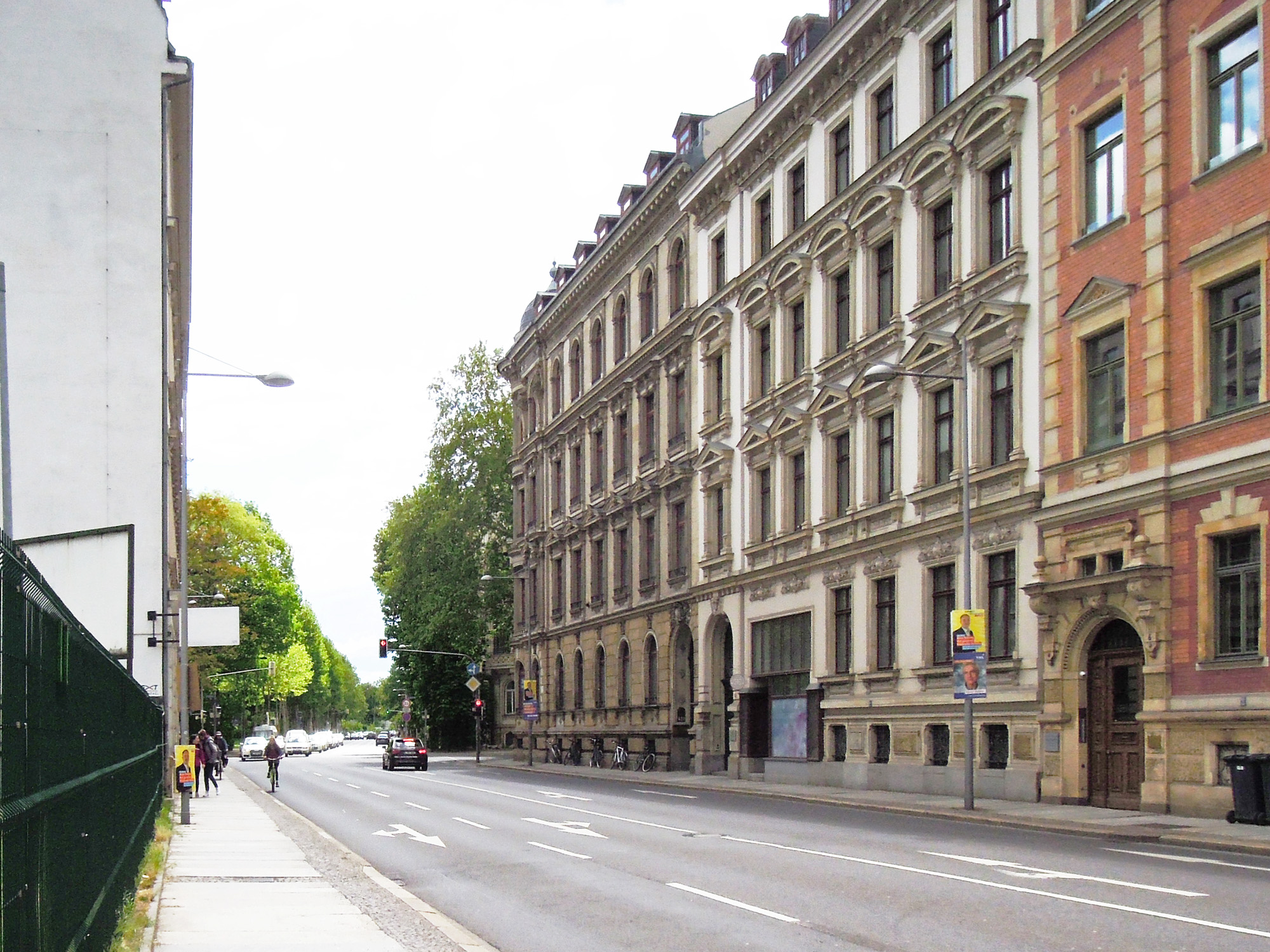
Nr. 6–10 (2019)
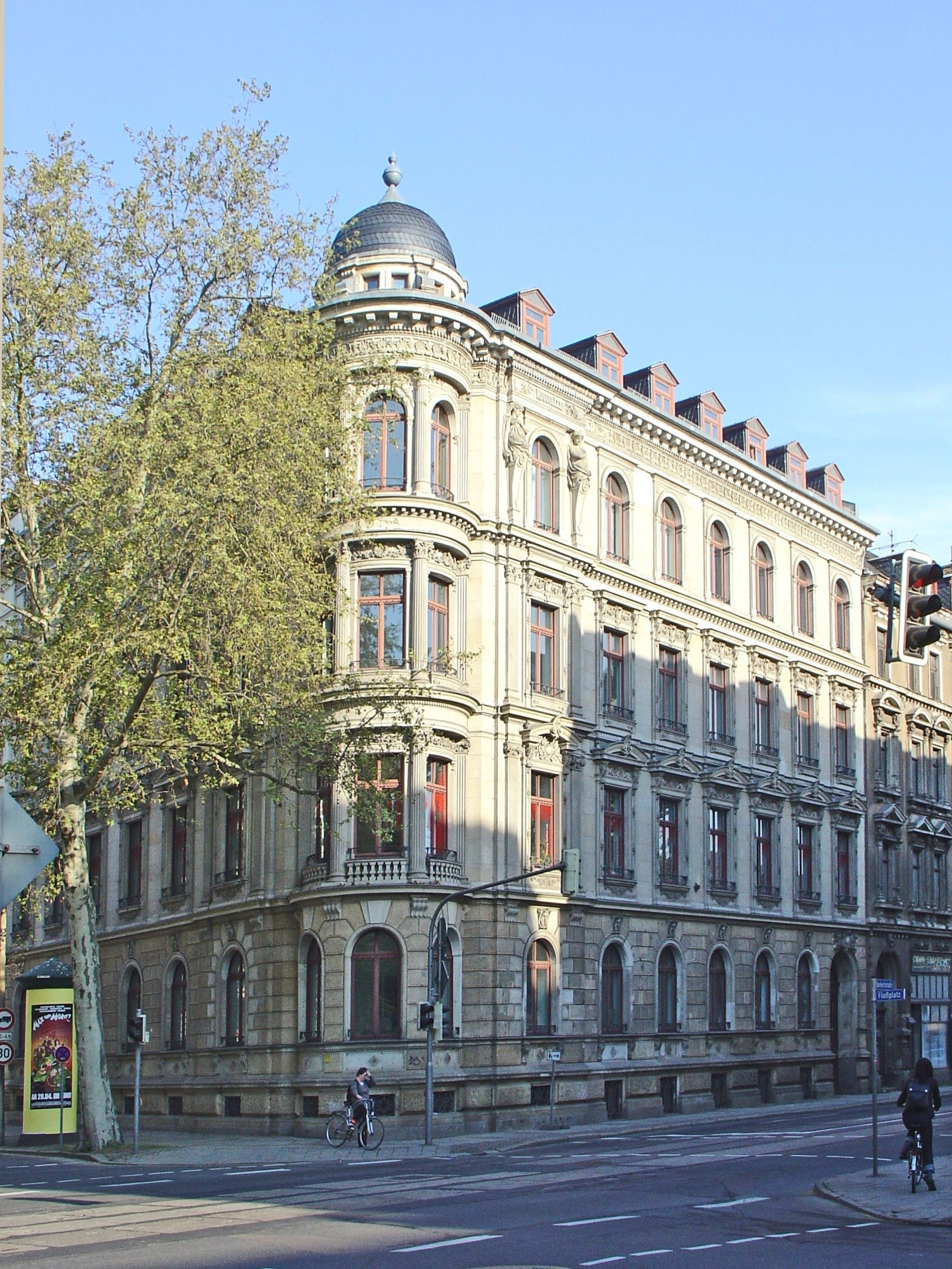
Nr. 10 (2017)

## Dopplung
Obwohl Lindenau bereits 1891 nach Leipzig eingemeindet worden war, gab es dort noch bis 1906 eine Harkortstraße, bezeichnet als Harkortstraße in Lindenau, bevor sie in Henricistraße umbenannt wurde.